# Райнер Марія Велькі
Ра́йнер Марі́я Вьолькі (нім. Rainer Maria Woelki; 18 серпня 1956, Кельн) — німецький кардинал, архієпископ і митрополит Берлінський з 2011 по 2014 рік, з 2014 року архієпископ Кельна.

## Біографія

Герб кардинала Велькі

Народився в Кельні в сім'ї Альфонса і Елізабет Вьолькі, які походили з Вармії (були змушені покинути рідне місто Фромборк у 1945 році). Початкову і середню освіту здобув у Кельні. У 1977–1978 роках проходив військову службу в Мюнстері. З 1978 по 1983 рік вивчав філософію і богослов'я на богословських факультетах Боннського і Фрайбурзького університетів. У 1983 році вступив до вищої духовної семінарії в Кельні.
20 червня 1984 року отримав дияконські свячення з рук єпископа-помічника Кельнського Губерта Люте. 14 червня 1985 року в Кельнському кафедральному соборі отримав пресвітерське рукоположення від кардинала Йозефа Гефнера. У 1985-1990 виконував душпастирське служіння на різних парафіях. З 1990 р. до 1997 р. був капеланом і особистим секретарем кардинала Йоахима Майснера, архієпископа Кельнського. З 1997 р. до 2003 р. був директором «Коллеґіум Альбертінум» (колегії, у якій проживають семінаристи Кельнської архідієцезії, що навчаються на богословському факультеті Боннського університету). У 2000 році захистив докторську дисертацію з еклезіології в Папському університеті Святого Хреста (Рим).
24 лютого 2003 року призначений єпископом-помічником Кельнським, титулярним єпископом Скампи. Єпископська хіротонія відбулася 30 березня того ж року у Кельнському соборі (головним святителем був архієпископ Кельнський кардинал Йоахім Майснер.
2 липня 2011 року Папа Римський Бенедикт XVI призначив єпископа Вьолькі архієпископом Берлінським, після обрання його на цей пост митрополичою капітулою Берліна. Урочисте введення на престол Берлінської архідієцезії відбулося 27 серпня того ж року.
На консисторії, що відбулася 18 лютого 2012 року, Бенедикт XVI надав архієпископові Вьолькі сан кардинала-пресвітера з титулом римської церкви святого Жана-Марі Віяннея. На момент свого призначення він став наймолодшим за віком членом Колегії кардиналів.
Кардинал Вьолькі був радником Конгрегації в справах католицької освіти, а 21 квітня 2012 року він був призначений її членом, а також членом Папської ради сприяння єдності християн. У Конференції єпископів Німеччини він очолює комісію «Карітас» і є членом комісії в справах духовних покликань і церковного служіння. З 2014 року став архієпископом Кельна. Архиєпархія Кельн є найбільшою католицькою архиєпархіэю Німеччини.
У 2018 році з 4 по 7 квітня на запрошення єпископа Мілана Шашіка відвідав мукачівську греко-католицьку єпархію. Взяв участь у богослужіннях великого Четверга, великої Пятниці та суботи перед Пасхою. Також ознайомився з життям вірників та духовенства єпархії і соціальними та економічними проблемами суспільства. У 2008 році мукачівську греко-католицьку єпархію відвідав його попередник Йоахим Майснер, який був хорошим другом єпископа Мілана Шашіка.